# Трешњево (Андријевица)
Трешњево је насеље у општини Андријевица у Црној Гори. Према попису из 2003. било је 539 становника (према попису из 1991. било је 623 становника).

## Демографија
У насељу Трешњево живи 399 пунолетних становника, а просечна старост становништва износи 38,0 година (36,6 код мушкараца и 39,6 код жена). У насељу има 169 домаћинстава, а просечан број чланова по домаћинству је 3,19.
Становништво у овом насељу веома је мешовито, а већину чине Срби. У последњих пет пописа је забележено умерено опадање броја становника.
|  |

| Демографија | Демографија | Демографија |
| Година      | Становника  | Становника  |
| ----------- | ----------- | ----------- |
|             |             |             |
|             |             |             |
|             |             |             |
|             |             |             |
| 1948.       | 798         |             |
| 1953.       | 825         |             |
| 1961.       | 761         |             |
| 1971.       | 719         |             |
| 1981.       | 649         |             |
| 1991.       | 623         | 577         |
| 2003.       | 600         | 539         |
|             |             |             |
|             |             |             |

| Етнички састав према попису из 2003.‍ | Етнички састав према попису из 2003.‍ | Етнички састав према попису из 2003.‍ | Етнички састав према попису из 2003.‍ | Етнички састав према попису из 2003.‍ |
| ------------------------------------ | ------------------------------------ | ------------------------------------ | ------------------------------------ | ------------------------------------ |
|                                      |                                      |                                      |                                      |                                      |
| Срби                                 | Срби                                 |                                      | 326                                  | 60,48%                               |
| Црногорци                            | Црногорци                            |                                      | 164                                  | 30,42%                               |
| непознато                            | непознато                            |                                      | 2                                    | 0,37%                                |

| \| \| м \| \| \| ж \| \| ? \| 0 \| \| \| 4 \| \| 80+ \| 7 \| \| \| 12 \| \| 75—79 \| 8 \| \| \| 12 \| \| 70—74 \| 13 \| \| \| 12 \| \| 65—69 \| 13 \| \| \| 13 \| \| 60—64 \| 12 \| \| \| 14 \| \| 55—59 \| 9 \| \| \| 14 \| \| 50—54 \| 20 \| \| \| 12 \| \| 45—49 \| 23 \| \| \| 14 \| \| 40—44 \| 19 \| \| \| 13 \| \| 35—39 \| 21 \| \| \| 19 \| \| 30—34 \| 19 \| \| \| 12 \| \| 25—29 \| 17 \| \| \| 15 \| \| 20—24 \| 22 \| \| \| 22 \| \| 15—19 \| 17 \| \| \| 18 \| \| 10—14 \| 28 \| \| \| 18 \| \| 5—9 \| 15 \| \| \| 12 \| \| 0—4 \| 22 \| \| \| 18 \| \| Просек : \| 12 \| \| \| 2 \| |    |  |  |    |
| |    |  |  |    |
| | м  |  |  | ж  |
| ? | 0  |  |  | 4  |
| 80+ | 7  |  |  | 12 |
| 75—79 | 8  |  |  | 12 |
| 70—74 | 13 |  |  | 12 |
| 65—69 | 13 |  |  | 13 |
| 60—64 | 12 |  |  | 14 |
| 55—59 | 9  |  |  | 14 |
| 50—54 | 20 |  |  | 12 |
| 45—49 | 23 |  |  | 14 |
| 40—44 | 19 |  |  | 13 |
| 35—39 | 21 |  |  | 19 |
| 30—34 | 19 |  |  | 12 |
| 25—29 | 17 |  |  | 15 |
| 20—24 | 22 |  |  | 22 |
| 15—19 | 17 |  |  | 18 |
| 10—14 | 28 |  |  | 18 |
| 5—9 | 15 |  |  | 12 |
| 0—4 | 22 |  |  | 18 |
| Просек : | 12 |  |  | 2  |

| Број домаћинстава према пописима из периода 1948—2003. | Број домаћинстава према пописима из периода 1948—2003. | Број домаћинстава према пописима из периода 1948—2003. | Број домаћинстава према пописима из периода 1948—2003. | Број домаћинстава према пописима из периода 1948—2003. | Број домаћинстава према пописима из периода 1948—2003. | Број домаћинстава према пописима из периода 1948—2003. | Број домаћинстава према пописима из периода 1948—2003. |
| Година пописа                                          | 1948.                                                  | 1953.                                                  | 1961.                                                  | 1971.                                                  | 1981.                                                  | 1991.                                                  | 2003.                                                  |
| ------------------------------------------------------ | ------------------------------------------------------ | ------------------------------------------------------ | ------------------------------------------------------ | ------------------------------------------------------ | ------------------------------------------------------ | ------------------------------------------------------ | ------------------------------------------------------ |
| Број домаћинстава                                      | 170                                                    | 161                                                    | 158                                                    | 155                                                    | 159                                                    | 175                                                    | 179                                                    |

| Број домаћинстава по броју чланова према попису из 2003. | Број домаћинстава по броју чланова према попису из 2003. | Број домаћинстава по броју чланова према попису из 2003. | Број домаћинстава по броју чланова према попису из 2003. | Број домаћинстава по броју чланова према попису из 2003. | Број домаћинстава по броју чланова према попису из 2003. | Број домаћинстава по броју чланова према попису из 2003. | Број домаћинстава по броју чланова према попису из 2003. | Број домаћинстава по броју чланова према попису из 2003. | Број домаћинстава по броју чланова према попису из 2003. | Број домаћинстава по броју чланова према попису из 2003. | Број домаћинстава по броју чланова према попису из 2003. |
| Број чланова                                             | 1                                                        | 2                                                        | 3                                                        | 4                                                        | 5                                                        | 6                                                        | 7                                                        | 8                                                        | 9                                                        | 10 и више                                                | Просек                                                   |
| -------------------------------------------------------- | -------------------------------------------------------- | -------------------------------------------------------- | -------------------------------------------------------- | -------------------------------------------------------- | -------------------------------------------------------- | -------------------------------------------------------- | -------------------------------------------------------- | -------------------------------------------------------- | -------------------------------------------------------- | -------------------------------------------------------- | -------------------------------------------------------- |
| Број домаћинстава                                        | 169                                                      | 36                                                       | 37                                                       | 22                                                       | 30                                                       | 28                                                       | 12                                                       | 2                                                        | 1                                                        | 1                                                        | 0                                                        |

| Пол    | Укупно | Неожењен/Неудата | Ожењен/Удата | Удовац/Удовица | Разведен/Разведена | Непознато |
| ------ | ------ | ---------------- | ------------ | -------------- | ------------------ | --------- |
| Мушки  | 220    | 93               | 105          | 12             | 8                  | 2         |
| Женски | 206    | 59               | 104          | 36             | 2                  | 5         |
| УКУПНО | 426    | 152              | 209          | 48             | 10                 | 7         |

| Пол    | Укупно                    | Пољопривреда, лов и шумарство | Рибарство                            | Вађење руде и камена | Прерађивачка индустрија       |
| ------ | ------------------------- | ----------------------------- | ------------------------------------ | -------------------- | ----------------------------- |
| Мушки  | 83                        | 20                            | 0                                    | 1                    | 13                            |
| Женски | 33                        | 9                             | 0                                    | 0                    | 8                             |
| Укупно | 116                       | 29                            | 0                                    | 1                    | 21                            |
|        |                           |                               |                                      |                      |                               |
| Пол    | Производња и снабдевање   | Грађевинарство                | Трговина                             | Хотели и ресторани   | Саобраћај, складиштење и везе |
| Мушки  | 5                         | 6                             | 3                                    | 0                    | 10                            |
| Женски | 2                         | 0                             | 3                                    | 1                    | 0                             |
| Укупно | 7                         | 6                             | 6                                    | 1                    | 10                            |
|        |                           |                               |                                      |                      |                               |
| Пол    | Финансијско посредовање   | Некретнине                    | Државна управа и одбрана             | Образовање           | Здравствени и социјални рад   |
| Мушки  | 0                         | 1                             | 13                                   | 3                    | 2                             |
| Женски | 0                         | 0                             | 1                                    | 6                    | 2                             |
| Укупно | 0                         | 1                             | 14                                   | 9                    | 4                             |
|        |                           |                               |                                      |                      |                               |
| Пол    | Остале услужне активности | Приватна домаћинства          | Екстериторијалне организације и тела | Непознато            | Непознато                     |
| Мушки  | 6                         | 0                             | 0                                    | 0                    | 0                             |
| Женски | 1                         | 0                             | 0                                    | 0                    | 0                             |
| Укупно | 7                         | 0                             | 0                                    | 0                    | 0                             |